# Helvijs Saukants
Helvijs „broky“ Saukants (* 14. Februar 2001) ist ein lettischer E-Sportler in der Disziplin Counter-Strike: Global Offensive. Er spielt derzeit für den Faze Clan.

## Karriere
Saukants startete seine professionelle Karriere im Januar 2019 beim Team Epsilon Esports. Im September 2019 wechselte er zum Team Faze Clan. Mit seinem neuen Team erzielte er 2019 einen Sieg bei der BLAST Pro Series: Copenhagen 2019, einen 3.–4. Platz bei der Intel Extreme Masters XIV - Beijing und einen vierten Platz bei dem BLAST Pro Series: Global Final 2019.
2020 erzielte er einen dritten Platz bei der ESL One: Road to Rio - Europe, der DreamHack Masters Spring 2020: Europe und der BLAST Premier: Spring 2020 European Finals. Außerdem gewann er die Intel Extreme Masters XV - New York Online: Europe.
Im darauf folgenden Jahr erreichte er das Halbfinale bei der Intel Extreme Masters XVI - Cologne. In seinem ersten Major, dem PGL Major Stockholm 2021, erzielte Saukants den 9.–11. Rang. Trotz eines eher weniger erfolgreichen Jahres im Team wurde er für seine guten Einzelleistungen erstmals von HLTV als 20. in die Liste der zwanzig besten Spieler des Jahres gewählt.
2022 gewann er mit einem 3:0-Sieg gegen G2 Esports die IEM Katowice 2022 und anschließend die ESL Pro League Season 15. Für seine Leistungen wurde er von HLTV bei der IEM Katowice erstmals als bester Spieler eines Turniers ausgezeichnet. Darauf folgend gewann er mit dem PGL Major Antwerp 2022 nach einem 2:0-Sieg gegen Natus Vincere sein erstes Major-Turnier. In diesem Jahr gewann er zudem die IEM Cologne 2022 mit einem 3:2-Sieg gegen Natus Vincere. Überdies erreichte er das Finale im Roobet Cup und den Blast Premier: Fall Finals 2022. Für seine Einzelleistungen erhielt er im Blast Premier: Fall Finals 2022 eine weitere MVP-Auszeichnung. Zudem wurde er als 6. in die Liste der besten Spieler gewählt.
2023 siegte Saukants bei der ESL Pro League Season 17, der Intel Extreme Masters Sydney 2023, der Thunderpick World Championship 2023 sowie der CS Asia Championships 2023. Zudem belegte er den zweiten Rang im Blast Premier: Fall Final 2023 und dem Blast Premier: World Final 2023. Weiterhin erreichte das Halbfinale in der Intel Extreme Masters Dallas 2023. Im BLAST.tv Major: Paris 2023 erreichte er das Viertelfinale. Für seine Einzelleistungen wurde er von HLTV als 10. in die Liste der besten Spieler des Jahres gewählt.
Im folgenden Jahr siegte er in der Intel Extreme Masters Chengdu 2024. Außerdem erreichte er das Finale in der Intel Extreme Masters Katowice 2024 und das Halbfinale im Blast Premier: Fall Final 2024. Im ersten Major des Jahres, dem PGL Major: Kopenhagen 2024, erzielte er den zweiten Rang nach einer 1:2-Niederlage gegen Natus Vincere. Im Perfect World Major: Shanghai 2024 erreichte er ebenfalls den zweiten Platz nach einer 1:2-Niederlage gegen Team Spirit. Für seine Einzelleistungen wurde er von HLTV als 8. in die Liste der besten Spieler des Jahres gewählt.
2025 erzielte er den dritten Platz bei der PGL Bucharest 2025. Im Mai wurde Saukants bei FaZe auf die Bank gesetzt.
Mit einem Preisgeld von über 1.200.000 $ ist er nach Preisgeld der erfolgreichste E-Sportler Lettlands.

## Erfolge
Die folgende Tabelle zeigt die wichtigsten Erfolge von Saukants. Da die Counter-Strike in Fünferteams gespielt wird, entsprechen die dargestellten Preisgelder ein Fünftel des gewonnenen Gesamtpreisgeldes des jeweiligen Teams.
| Jahr | Platz   | Turnier                                    | Team            | Persönliches Preisgeld |
| ---- | ------- | ------------------------------------------ | --------------- | ---------------------- |
| 2019 | 3. – 4. | Charleroi Esports 2019                     | Epsilon Esports | 02.000 €               |
| 2019 | 1.      | Blast Pro Series: Copenhagen 2019          | FaZe Clan       | 025.000 $              |
| 2019 | 3. – 4. | IEM Beijing 2019                           | FaZe Clan       | 05.000 $               |
| 2020 | 3.      | ESL One: Road to Rio - Europe              | FaZe Clan       | 02.800 $               |
| 2020 | 3.      | DreamHack Masters Spring 2020: Europe      | FaZe Clan       | 04.000 $               |
| 2020 | 3.      | Blast Premier: Spring 2020 European Finals | FaZe Clan       | 06.000 $               |
| 2020 | 1.      | IEM New York 2020 Europe                   | FaZe Clan       | 014.000 $              |
| 2021 | 3. – 4. | IEM Cologne 2021                           | FaZe Clan       | 016.000 $              |
| 2022 | 1.      | IEM Katowice 2022                          | FaZe Clan       | 066.667 $              |
| 2022 | 1.      | ESL Pro League Season 15                   | FaZe Clan       | 038.000 $              |
| 2022 | 1.      | PGL Major Antwerp 2022                     | FaZe Clan       | 0100.000 $             |
| 2022 | 2.      | Roobet Cup                                 | FaZe Clan       | 010.000 $              |
| 2022 | 1.      | IEM Cologne 2022                           | FaZe Clan       | 080.000 $              |
| 2022 | 2.      | Blast Premier: Fall Finals 2022            | FaZe Clan       | 017.000 $              |
| 2022 | 3. – 4. | Blast Premier: World Final 2022            | FaZe Clan       | 017.000 $              |
| 2023 | 1.      | ESL Pro League Season 17                   | FaZe Clan       | 040.000 $              |
| 2023 | 3. – 4. | Intel Extreme Masters Dallas 2023          | FaZe Clan       | 04.000 $               |
| 2023 | 1.      | Intel Extreme Masters Sydney 2023          | FaZe Clan       | 020.000 $              |
| 2023 | 1.      | Thunderpick World Championship 2023        | FaZe Clan       | 050.000 $              |
| 2023 | 1.      | CS Asia Championships 2023                 | FaZe Clan       | 050.000 $              |
| 2023 | 2.      | Blast Premier: Fall Final 2023             | FaZe Clan       | 017.000 $              |
| 2023 | 2.      | Blast Premier: World Final 2023            | FaZe Clan       | 050.000 $              |
| 2024 | 2.      | Intel Extreme Masters Katowice 2024        | FaZe Clan       | 036.000 $              |
| 2024 | 2.      | PGL Major: Kopenhagen 2024                 | FaZe Clan       | 034.000 $              |
| 2024 | 1.      | Intel Extreme Masters Chengdu 2024         | FaZe Clan       | 020.000 $              |
| 2024 | 3. – 4. | Blast Premier: Fall Final 2024             | FaZe Clan       | 08.000 $               |
| 2024 | 2.      | Perfect World Major: Shanghai 2024         | FaZe Clan       | 034.000 $              |
| 2025 | 3.      | PGL Bucharest 2025                         | FaZe Clan       | 015.000 $              |

## Auszeichnungen
- 2021: Platz 20 der HLTV.org Bestenliste[3]
- 2022: Platz 6 der HLTV.org Bestenliste[7]
- 2023: Platz 10 der HLTV.org Bestenliste[8]
- 2024: Platz 8 der HLTV.org Bestenliste[9]